# Carlos Becerra Alarcón
Carlos Andrés Becerra Alarcón (Bogotà, 5 d'agost de 1982) és un ciclista colombià, que durant una temps va tenir nacionalitat veneçolana. Actualment corre a l'equip Bicicletas Strongman.

## Palmarès
- 2007
  - Vencedor d'una etapa a la Volta a Trujillo
- 2009
  - Vencedor d'una etapa a la Volta al Táchira
- 2016
  - Vencedor d'una etapa a la Volta a Costa Rica